# Rena Wakama
Rena Wakama, née le 11 avril 1992 à Raleigh, est une ancienne joueuse de basket-ball nigériane, devenue entraîneuse. Elle est actuellement entraîneuse-cheffe de l'équipe féminine senior de basket-ball du Nigeria et entraîneuse adjointe de l'équipe de l'université Tulane,  , ,.

## Biographie

### Enfance, éducation et débuts
Rena naît à Raleigh, en Caroline du Nord. Elle est la fille de Johnson Wakama et Rosana Oba, originaires d'Okrika, dans l'État de Rivers, au Nigeria. Elle est titulaire d'un baccalauréat en loisirs thérapeutiques de la Western Carolina University (WCU) et d'une maîtrise en administration des affaires du Manhattan College ,.

### Carrière
Très tôt, son cousin Onimisi Aiyede nourrit en elle une passion pour le basket-ball.

#### En tant que joueuse
Alors son passage à la WCU, elle joue pour les Western Carolina Catamounts pendant quatre ans. Immédiatement après avoir quitté l'université, elle rejoint les D'Tigress où elle joue pour l'équipe lors du tournoi Afrobasket féminin 2015 au Cameroun, où le Nigeria termine troisième. Elle représente également la First Bank du Nigéria à la Coupe des Clubs Champions d'Afrique FIBA féminine au cours de sa carrière de joueuse.

#### En tant qu'entraîneuse
Au cours de ses deux premières années au Manhattan College, elle est directrice des opérations de basket-ball féminin. Elle y devient entraîneuse adjointe au cours de sa troisième année où elle continue à développer des talents tout en servant de liaison entre les universitaires et les services communautaires de l'équipe[réf. nécessaire].
En 2023, elle devient la première femme entraîneur-chef de D'Tigress, et devient la première entraîneuse de l'équipe nationale féminine nigériane de basket-ball à remporter la compétition depuis ses débuts en 1966,,.
Elle est désignée meilleure entraîneuse du Tournoi olympique féminin de 2024